# Мерфи, Пат
Патриция Энн Мёрфи (англ. Patrice Ann Murphy), больше известная как Пат Мёрфи (англ. Pat Murphy род. 9 марта 1955 года) — американская писательница в жанре научная фантастика. Лауреат двух премий «Небьюла», Всемирной премии фэнтези, премий Филипа Киндреда Дика и Теодора Старджона, одного «Локуса» и читательской премии Азимова.

## Биография
Патриция Энн Мёрфи родилась 9 марта 1955 года в Спокане, штат Вашингтон. В 1976 году окончила Калифорнийский университет в Санта-Крузе, где получила степень бакалавра по биологии и науке. Научные статьи Мёрфи печатаются в журналах и газетах с 1976 года, а с 1982 года Мёрфи работала в Эксплораториуме (англ. Exploratorium), музее науки и искусств. Как сотрудник музея, Пат так же имеет несколько опубликованных научно-популярных работ.
14 февраля 1982 года Пат Мёрфи вышла замуж за офицера полиции Дэйва Райта (англ. Dave Wright). Пат Мёрфи имеет чёрный пояс по кэмпо.
Первым опубликованным произведением Пат Мёрфи был рассказ 1979 года «Ночная птица у окна», а первый роман — «Теневой охотник» в 1982 году. А в 1986 году уже следующий её роман «Падающая женщина» стал лауреатом премии «Небьюла». В 1989 году вышел авторский сборник Мёрфи («Точки невозврата»), куда вошли 19 научно-фантастических произведений, включая короткую повесть «Влюблённая Рашель», лауреата премий «Локус», «Небьюла», мемориальной премии Теодора Старджона и читательской премии Азимова.
Совместно с писательницей Карен Джой Фаулер, Пат Мёрфи является учредителем мемориальной премии имени Джеймс Типтри-младшего в 1991 году. Мёрфи, Фаулер, а также Дебби Ноткин (англ. Debbie Notkin) и Джеффри Смит (англ. Jeffrey D. Smith), являются редакторами антологий победителей премии Дж. Типтри-младшего 2004, 2005 и 2007 годов. После смерти Айзека Азимова в 1992 году, который регулярно писал научно-популярные обзоры для журнала «Asimov’s Science Fiction», Пат Мёрфи, а также Теодор Томас и Грегори Бенфорд, продолжили его дело по популяризации науки.
После того, как Пат закончила работу над романом «Надя: Хроники волчьей стаи», была начата работа над серией произведений от лица плодовитого писателя из параллельной вселенной — Макса Мэрривелла (англ. Max Merriwell). И хотя Макс в среднем издаёт по три романа в год, до нас дошли лишь немногие: «Норбит, или туда и обратно» 1999 года (ремейк повести Толкина «Хоббит, или Туда и обратно», с заменой место действия на пояс астероидов и заменами хоббитов на норбитов, гномов на клонов и так далее), «Дикий Ангел» 2001 года (опубликованный Мэрривеллом в нашей вселенной под псевдонимом Мэри Максвелл (англ. Mary Maxwell) роман о девочке, воспитанной благородными волками-оборотнями на Диком Западе) и роман-заключение «Приключения в пространстве и времени с Максом Мэрривеллом» в 2002 году.

## Номинации и награды
- Номинант премии «Локус» 1983 года за лучший дебютный роман («Теневой охотник»)[11].
- Номинант премии «Локус» 1987 и 1988 годов за лучший роман фэнтези («Падающая женщина»)[12][13].
- Лауреат премии «Небьюла» 1988 года за лучший роман («Падающая женщина»)[14].
- Номинант премии «Хьюго»[15] и лауреат «Локус»[13], «Небьюла»[14], мемориальной премии Теодора Старджона[16] и читательской премии Азимова[2] 1988 года за лучшую короткую повесть («Влюблённая Рашель»).
- Номинант премии «Небьюла» 1989 года за лучший рассказ («Dead Men on TV»)[17].
- Номинант премии «Локус» 1990 года за лучший НФ-роман («Город несколько лет спустя») и за лучший рассказ («Предсказательница»)[18].
- Лауреат Всемирной премии фэнтези[19] и номинант премий «Хьюго»[20], «Локус»[21] и «Небьюла»[22] 1991 года за лучшую повесть («Кости»).
- Номинант «Локус»[21] и «Небьюла»[22] 1991 года за лучший рассказ («Любовь и секс среди беспозвоночных»).
- Лауреат премии Филипа Киндреда Дика 1990 года за лучший авторский сборник («Точки невозврата»)[23].
- Номинант премий «Хьюго»[24] и «Локус»[25] 1994 года за лучшую повесть («Американское детство»).
- Номинант премии «Локус» 1997 года за лучший роман фэнтези («Надя: Хроники волчьей стаи»)[26].
- Номинант премии «Локус» 2004 года за лучшую короткую повесть («Врата дракона»)[27].
- Номинант премии «Локус» 2005 года за лучшую короткую повесть («Неадекватное поведение»)[28].